# Allagoptera leucocalyx
El pindocito, palmera pindocito, motacucito o motacuchi (Allagoptera leucocalyx) es una especie del género Allagoptera de la familia de las palmeras (Arecaceae). Es una palma enana que habita el trópico y subtrópico central y centro-oriental de Sudamérica.

## Distribución y hábitat
Esta palmera es característica de la provincia fitogeográfica del cerrado. Se distribuye en Bolivia, en el este del Paraguay, contando con herborizaciones en los departamentos de: Alto Paraguay, Amambay, Canindeyú, Concepción, Cordillera y Paraguarí, en el centro-sur del Brasil llegando por el sur hasta el estado de Paraná, y en la pequeña muestra del cerrado presente en la Argentina, en el norte de la mesopotamia del nordeste del país, en el sudoeste de la provincia de Misiones en los departamentos de San Ignacio y Candelaria.
Habita expuesta en sabanas con matorrales, entre zonas abiertas cubiertas de pastizales, viviendo mejor en los sectores más expuestos al sol pleno, en suelos latéricos compuestos de arenas rojizas en terrenos con pendientes suaves, o en laderas rocosas, en altitudes que van desde los 100 m s. n. m. hasta los 1200 m s. n. m. en Minas Gerais.

## Características
Esta es una palmera acaule, pequeña, con tronco subterráneo, frecuentemente ramificado, lo que da lugar a un conjunto de coronas de plumosas hojas, las que tienen tonos gris-verdosos oscuros por encima y gris-plateado por debajo, y miden aproximadamente 150 cm de largo. En condiciones húmedas y semisombreadas puede crecer formando un tronco de un metro o más de altura. Los frutos poseen 20 mm de diámetro, tienen forma triangular y son amarillos al madurar.  Se presenta a menudo formando rodales muy densos. 
Los investigadores sospechan que algunos ejemplares herborizados en áreas donde cohabitan A. leucocalyx y Allagoptera campestris podrían ser híbridos entre ambas.
De las especies de su género esta es una de las más rústicas para mantener en cultivo pues soporta heladas moderadas y sequía. 

## Taxonomía
Allagoptera leucocalyx fue descrita en el año 1881 por el botánico alemán Carl Georg Oscar Drude bajo el nombre científico de Diplothemium leucocalyx, y luego recombinada por el botánico alemán Carl Ernst Otto Kuntze en el año 1891.
Etimología
El nombre genérico Allogoptera proviene de las antiguas palabras griegas: αλλαγή ( allage ) = "cambio de sentido", y πτερόν ( pteron ) que significa "ala", y se refiere al arremolinado patrón cambiante de las hojas. El término específico leucocalyx significa “de cáliz blanco”. 